# MPEG-2
MPEG-2 (Obecné kódování pohyblivých obrázků a přidruženého zvuku – ISO/IEC 13818) je sada standardů pro kompresi videa, zvuku a souvisejících věcí, vyvinutá skupinou MPEG.
Obsahuje následující části:
Část 1 – SystémDefinuje synchronizaci a multiplexing video a audio signálu. Jinak známý jako ITU-T Rec. H.222.0. Definuje kontejnerový formát MPEG Transport Stream a rozšiřuje MPEG Program Stream.
Část 2 - VideoKompresní formát pro prokládaný a neprokládaný video signál. Jinak známý jako H.262.
Část 3 – AudioKompresní formát pro perceptualní kódování audio signálů. Jako vícekanálové rozšíření MPEG-1 zvuku.
Část 4Definuje proceduru pro testování shody.
Část 5Definuje systémy pro softwarovou simulaci.
Část 6Definuje rozšíření pro DSM-CC
Část 7Rozšířené zvukové kódování (Advanced Audio Coding – AAC). Později rozšířeno v sadě MPEG-4.
Část 9Rozšíření pro rozhraní pro reálný čas.
Část 10Souhlasné rozšíření pro DSM-CC.